# Brett Lancaster

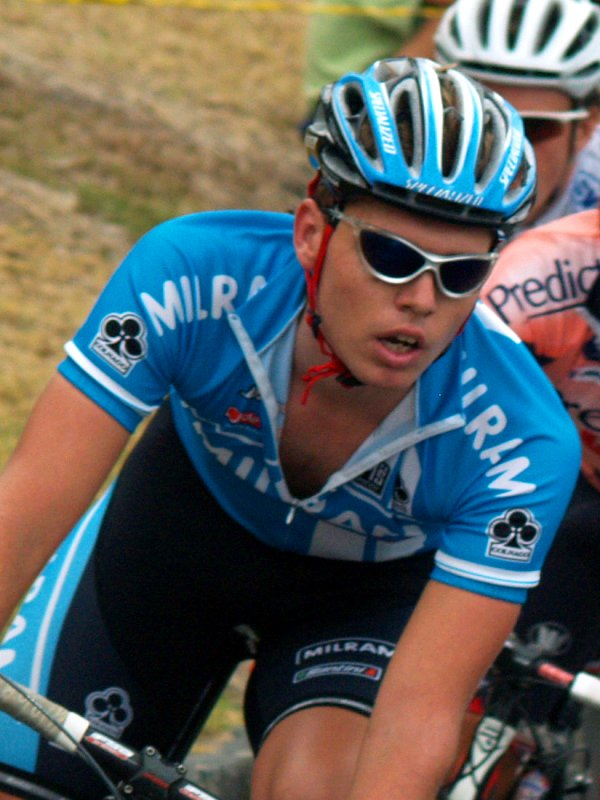
Brett Lancaster under Bay Cycling Classic 2007

Brett Lancaster, född 25 november 1979 i Shepparton, Victoria, är en professionell australisk tävlingscyklist. Han var 14 år när han började cykla seriöst. Han blev professionell 2001 med italienska Ceramica Panaria-Navigare, innan han fortsatte till UCI ProTour-stallet Team Milram inför säsongen 2007. Inför säsongen 2009 blev Brett Lancaster kontrakterad av det kanadensiska stallet Cervélo TestTeam.
Lancaster blev känd, för en större publik, 2005 när han vann Giro d'Italias prolog med en sekund framför Matteo Tosatto, Alessandro Petacchi och Paolo Savoldelli. Vinsten innebar att Lancester fick cykla i den rosa ledartröjan för en dag, men förlorade den mot Paolo Bettini dagen därpå när italienaren lyckades komma iväg i en utbrytning under de sista kilometrarna.
Han vann, tillsammans med Graeme Brown, Bradley McGee och Luke Roberts, även guldmedaljen i 2004 års olympiska sommarspels förföljelselopp lag herrar.
Under säsongen 2004 vann Brett Lancaster även etapp 3 av Tour de Langkawi och slutade tvåa på etapp 2 av Volta a Portugal.
Åter därefter slutade han tvåa på Paris-Camembert (Trophée Lepetit) efter fransmannen Laurent Brochard.
Brett Lancaster slutade tvåa på etapp 4 av Settimana Ciclistica Internazionale Coppi-Bartali under säsongen 2006. Italienaren Danilo Napolitano vann etappen.
Den 29 augusti 2008 vann Brett Lancaster prologen av Tyskland runt före svensken Gustav Larsson.
I februari slutade Lancester på sjätte plats på etapp 2 av Tour of California 2009 bakom spurtarna Thor Hushovd, Oscar Freire, Mark Renshaw, Tyler Farrar och Mark Cavendish. Brett Lancaster slutade på tredje plats på etapp 3 av Tour du Poitou-Charentes et de la Vienne 2009 bakom Gustav Larsson och David Le Lay. Han slutade hela tävlingen på andra plats bakom Larsson. Brett Lancaster slutade på fjärde plats på etapp 2 av Tour of Missouri bakom Mark Cavendish, Thor Hushovd och Juan José Haedo.

## Stall
- 2002 iTeamNova.com
- 2003 Ceramiche Panaria-Fiordo
- 2004 Ceramiche Panaria-Margres
- 2005-2006 Ceramiche Panaria-Navigare
- 2007-2008 Team Milram
- 2009- Cervélo TestTeam